# Saccifolium
Saccifolium é um género botânico pertencente à família Gentianaceae.

## Espécies
- Saccifolium bandeirae Maguire & Pires